# نیروگاه برق آبی کوترویس-پونت
نیروگاه برق آبی کوترویس-پونت (به لاتین: Coo-Trois-Ponts Hydroelectric Power Station) یک نیروگاه ذخیره تلمبه‌ای در بلژیک است که در تروآ-پون واقع شده‌است.